# Гніванське (заповідне урочище)
Гніванське — заповідне урочище, розташоване на території Тиврівського району Вінницької області (Гніванське лісництво кв. 43 діл. 9) на південній околиці с. Селище. Оголошене відповідно до Розпорядження Вінницького облвиконкому № 384 від 29.08.1984 р.
За фізико-географічним районуванням України ця територія належить до Хмільницького району області Подільського Побужжя Дністровсько-Дніпровської лісостепової провінції Лісостепової зони. Характерною для цієї ділянки є хвиляста, з яругами й балками, лесова височина з сірими й темно-сірими опідзоленими ґрунтами. З геоморфологічної точки зору описувана територія являє собою підвищену сильно розчленовану лесову акумулятивну рівнину позальодовикової області.
Клімат території є помірно континентальним. Для нього характерне тривале, нежарке літо, і порівняно недовга, м'яка зима. Середня температура січня становить — 5,5°… -6°С, липня +18,5°…+19°С. Річна кількість опадів становить 550—525 мм.
За геоботанічним районуванням України ця територія належить до Європейської широколистяної області, Подільсько-Бессарабської провінції, Вінницького (Центральноподільського) округу.
Територія урочища являє собою змішане хвойно-широколистяне насадження штучного походження віком понад 85 років. В склад деревостану входять як корінні деревні породи подільських дібров, такі як ясен високий, дуб звичайний, граб звичайний, так і інтродуковані види, як модрина європейська, що досягає 29 м у висоту, 48 см в діаметрі.
У підліску зростають бруслина європейська і бородавчата, ліщина звичайна, калина, глід кривочашечковий. В трав'яному покриві домінують звичайні для Поділля тіневитривалі неморальні види, такі як яглиця звичайна, зірочник лісовий, зубниця бульбиста, копитняк європейськими, фіалки Рейхенбаха, собача, пахуча, материнка пахуча, перлівка пахуча, стоколос Венекена, регнерія собача та інші види.
Зустрічаються також види, занесені до Червоної книги України: лілія лісова, гніздівка звичайна, зозулинець яйцеподібний, коручка чемерникоподібна, любка зеленоквіткова.